# Muerte de Tyre Nichols
La muerte de Tyre Nichols sucedió en Memphis (Tennessee), el 7 de enero de 2023, cuando cinco agentes de policía del Departamento de Policía de Memphis golpearon duramente a Tyre Nichols, de 29 años, durante un control de tráfico, lo que provocó su fallecimiento tres días después en el hospital. Los agentes dieron el alto a Nichols por presunta conducción temeraria, lo sacaron del coche y utilizaron aerosol de pimienta y un táser. Nichols consiguió escapar. Mientras otros agentes le perseguían, uno de ellos dijo: «Espero que le pateen el culo». Cuando los agentes alcanzaron a Tyre, le golpearon durante unos tres minutos, dándole puñetazos y patadas en la cabeza y golpeándole en la espalda con una porra mientras estaba inmovilizado. En varios vídeos del incidente no se ve a Nichols devolver el golpe a los agentes. 
Tyre fue hospitalizado en estado crítico y murió tres días después. Una autopsia encargada por su familia descubrió «una extensa hemorragia causada por una fuerte paliza».

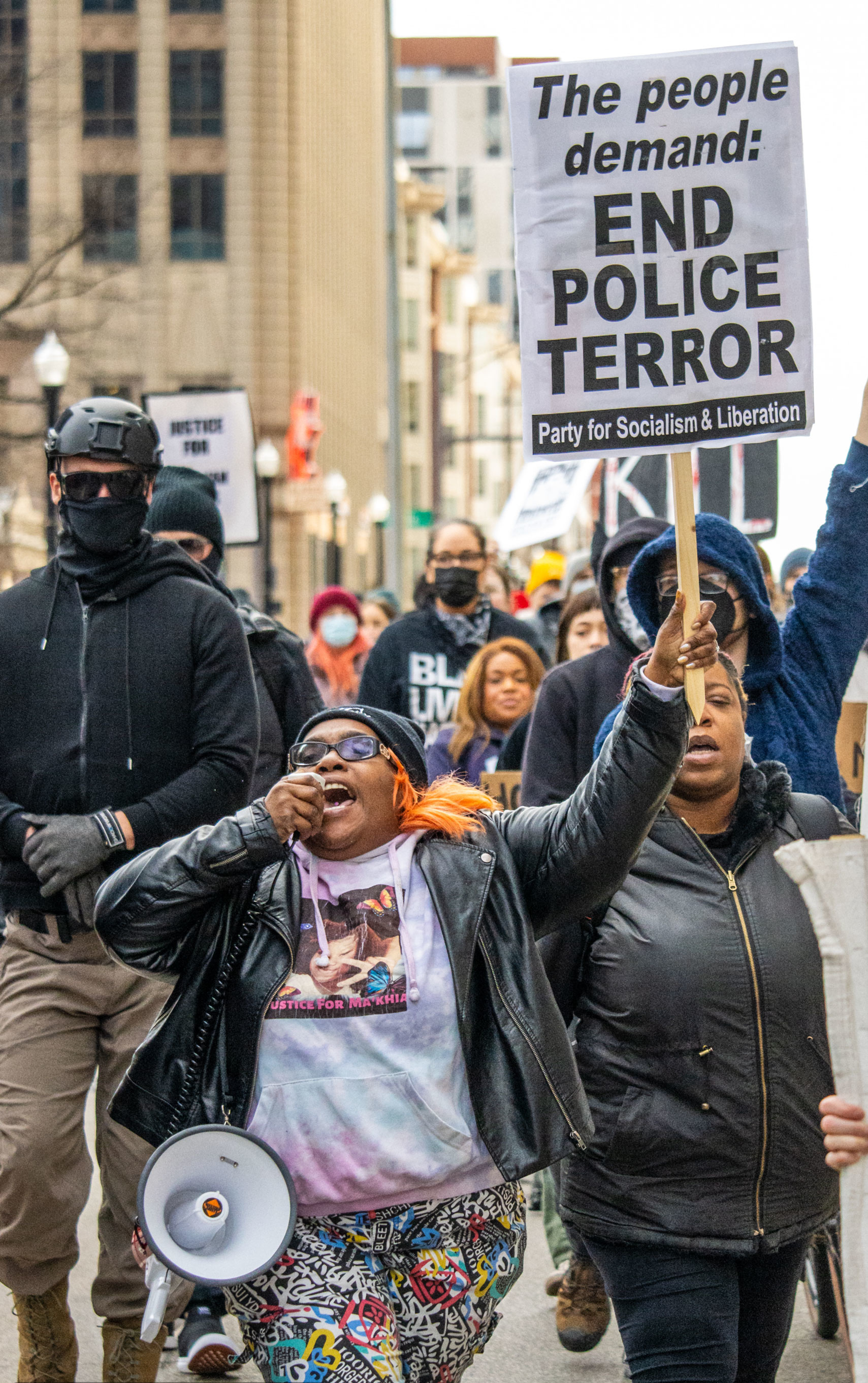
Protestas por la muerte de Tyre Nichols

Los cinco agentes fueron despedidos el 20 de enero, y el 26 de enero fueron detenidos y acusados de asesinato, secuestro, agresión y mala conducta; dos bomberos de la ambulancia que trasladó a Nichols al hospital fueron relevados de sus funciones en espera de una investigación. El 27 de enero, el Departamento de Policía de Memphis hizo públicos cuatro vídeos editados que mostraban los hechos ocurridos entre las 20:24 y las 21:02 horas.
La Oficina de Investigación de Tennessee y el Departamento de Justicia de Estados Unidos abrieron sendas investigaciones. El 27 de enero se iniciaron protestas generalizadas.

## Muerte
Nichols fue detenido el 7 de enero de 2023 por conducción temeraria. Según los informes, estaba a unos 75 m (250 pies) de su casa en ese momento. Según la policía, hubo una confrontación cuando los oficiales se acercaron a Nichols, y después de que corrió hubo otra confrontación. Nichols se quejó de dificultad para respirar y fue hospitalizado. Murió el 10 de enero. Los familiares de Nichols afirmaron que los oficiales involucrados estaban en un vehículo sin identificación y que experimentó un paro cardíaco e insuficiencia renal debido a que los oficiales lo golpearon. No se ha revelado una causa de muerte.

## Policía
Los cinco policías, quienes fueron despedidos un par de semanas después del incidente, fueron acusados de homicidio intencional no premeditado, agresión, secuestro, y mala conducta.  La policía municipal de Menfis contrató a dos de los policías después de haber rebajado sus estándares de admisión, al dejar de exigir 54 credits universitarios (poco más de tres años de estudios), eliminando una tradicional prueba de condición física, y ofreciendo exenciones al antiguo requerimiento de no haber sido nunca convicto de crímenes cuya pena es superior a un año de cárcel (felony, en inglés).
Los policías implicados pertenecían a una unidad especial contra el crimen llamada SCORPION (Operación de crímenes públicos para restablecer la paz en nuestros vecindarios, por sus siglas en inglés) y era la iniciativa "estrella" creada por la también afroestadounidense comisario de Menfis, Cerelyn Davis.  En enero de 2023, SCORPION fue clausurada.